# Sundasciurus moellendorffi
Sundasciurus moellendorffi is een eekhoorn uit het geslacht Sundasciurus die voorkomt op de Calamian-eilanden in de Filipijnen, op Busuanga na, waar S. hoogstraali gevonden wordt. Die soort is in sommige publicaties ook tot S. moellendorffi gerekend. De vorm albicauda Matschie, 1898 uit Culion wordt ook tot deze soort gerekend, maar of dat gerechtvaardigd is, is nog onduidelijk. De andere eilanden in de archipel waar S. moellendorffi voorkomt zijn Linabacan, Iloc en Tampel. Samen met S. steerii, S. hoogstraali en S. juvencus vormt deze soort de S. steerii-groep binnen het ondergeslacht Aletesciurus. Deze soort komt voor in laaglandregenwoud en kokosnootplantages.
Deze naam wordt vaak gespeld als Sundasciurus mollendorffi, maar de correcte vorm is moellendorffi, omdat de naam oorspronkelijk met een umlaut werd geschreven als möllendorffi. In latere publicaties werd die umlaut meestal gewoon weggelaten, maar onder artikel 32.5.2.1 van de ICZN moet een "e" toegevoegd worden.
Sundasciurus brookei · Sundasciurus davensis · Sundasciurus fraterculus · Sundasciurus hippurus · Sundasciurus hoogstraali · Sundasciurus jentinki · Sundasciurus juvencus · Sundasciurus lowii · Sundasciurus mindanensis · Sundasciurus moellendorffi · Sundasciurus philippinensis · Sundasciurus rabori · Sundasciurus samarensis · Sundasciurus steerii · Sundasciurus tenuis